# Monti Čibagalachskij
I Monti Čibagalachskij o monti del Čibagalach (in russo Чибагалахский хребет?; in lingua sacha: Чыбаҕалаах) sono una catena montuosa che fa parte del sistema dei Monti Čerskij e si trova nel territorio della Sacha (Jacuzia), in Russia. 
La catena, che sorge nella parte centro-orientale del sistema dei Čerskij, si estende per 250 km ed è delimitata a nord-est dalle valli dei fiumi Tuostach e Čibagalach, mentre a sud-ovest confina con la valle del Čarky. A sud tra i Čibagalachskij e il fiume Čarky si trova una cresta minore: quella dei monti Onël'skij (Онёльский хребет). L'altezza massima dei Čibagalachskij, 2 449 m, è quella del picco Sališčev.
Il crinale è composto principalmente da rocce metamorfiche, scisti e arenaria. Boschi di larici crescono sui pendii; più in alto si trova il pino nano siberiano e la tundra di montagna.